# Víctor Manuel Mejía Múnera
Víctor Manuel Mejía Múnera alias "El Mellizo","Pablo Arauca", "Pablo Sebastián" o "Chespirito" (11 de julio de 1959, Cali - 29 de abril de 2008, Tarazá) fue un narcotraficante y paramilitar colombiano que junto con sus hermanos Miguel Ángel criados en el municipio de  Restrepo (Valle del Cauca), comandaron el Bloque Vencedores de Arauca de las Autodefensas Unidas de Colombia con el cual se habían intentado desmovilizar en 2006. 
Los llamados "Mellizos" lograron crear una poderosa red de narcotráfico conocida como "Los Nevados". 
"Pablo Sebastián" murió abatido en operativo que realizó la policía nacional, el 29 de abril de 2008, días antes de que su hermano fuera capturado. El gobierno colombiano y la justicia norteamericana ofrecían 5 millones de dólares por información de su paradero.

## Persecución y muerte
El 5 de diciembre de 2007 en una operación liderada por la DIJIN fueron capturados varios miembros de su guardia personal de su agrupación conocida como "Los Nevados"
El 29 de abril de 2008, Víctor Manuel murió en un operativo de la Policía Nacional de Colombia. Su hermano Miguel Ángel fue capturado alrededor de 72 horas después de que muriera.